# Moritz Cleve
Moritz Cleve (né le 18 février 1987) est un athlète allemand, spécialiste du décathlon qui étudie à l'Université d'État du Kansas. Il mesure 1,93 m pour 75 kg.

## Performances
Son meilleur résultat est de 8 004 points, obtenus à Lubbock (Texas) le 16 mai 2009.